# Fórmula 5000

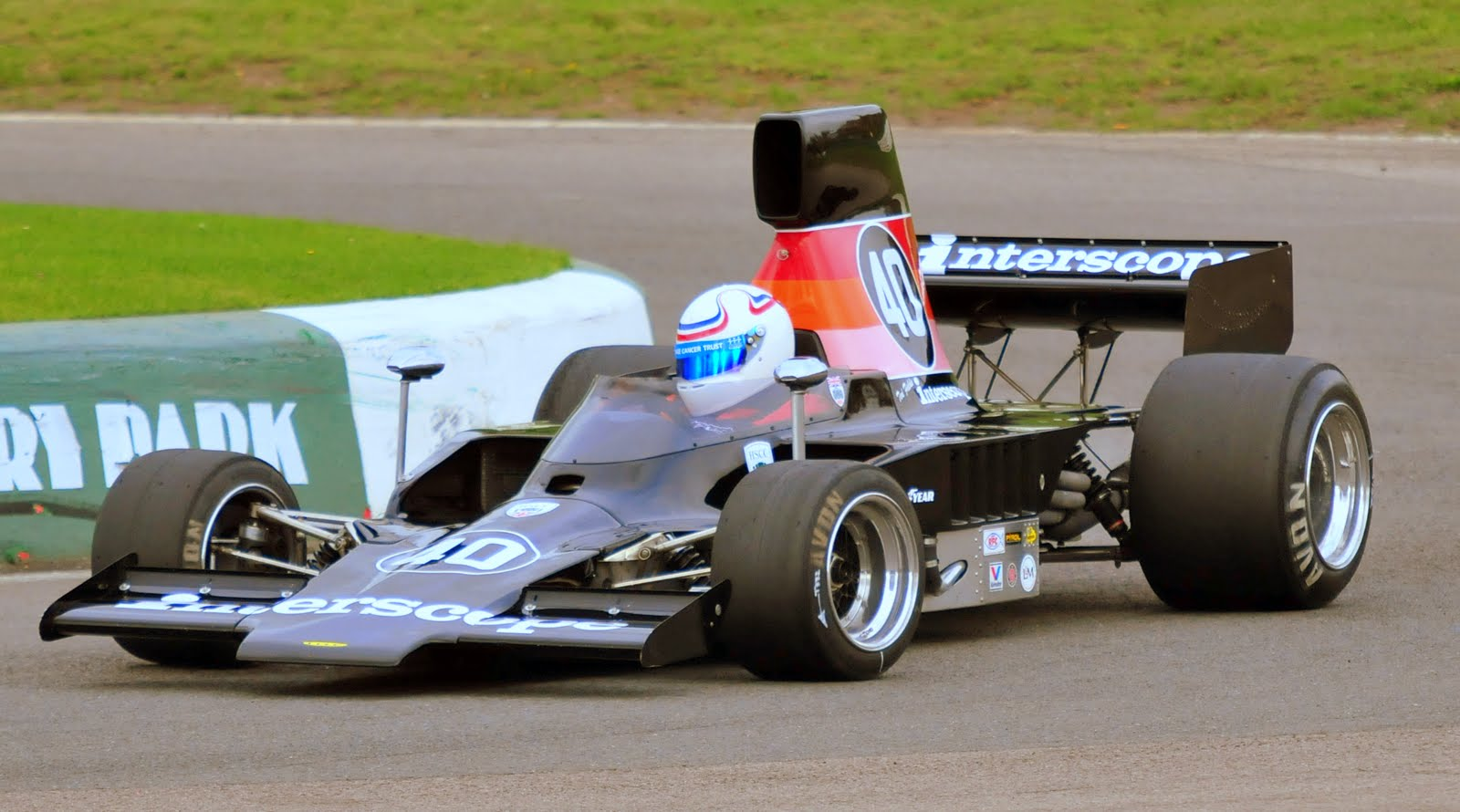
Lola T332 de 1974.

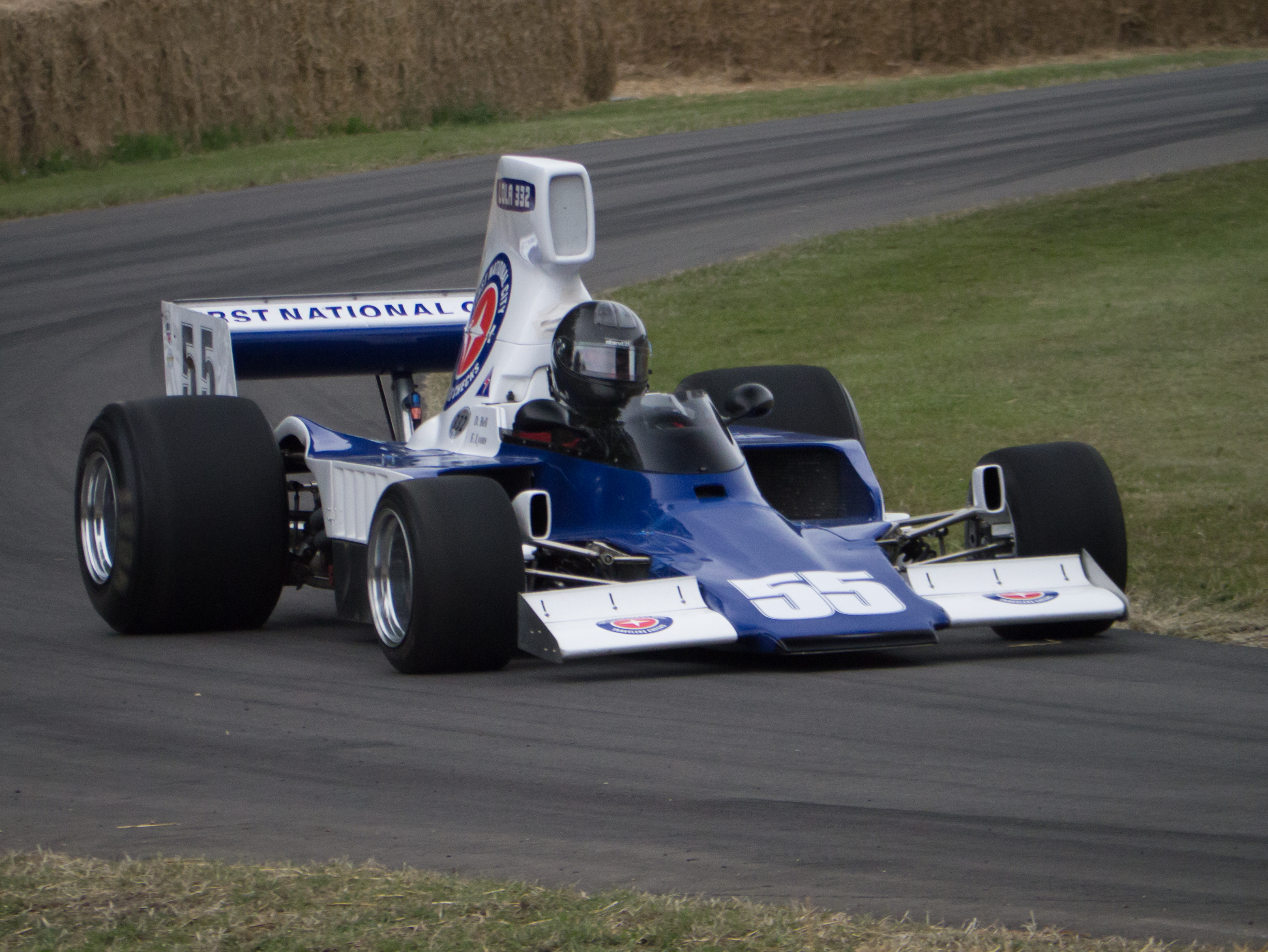
Lola T330 de 1974.

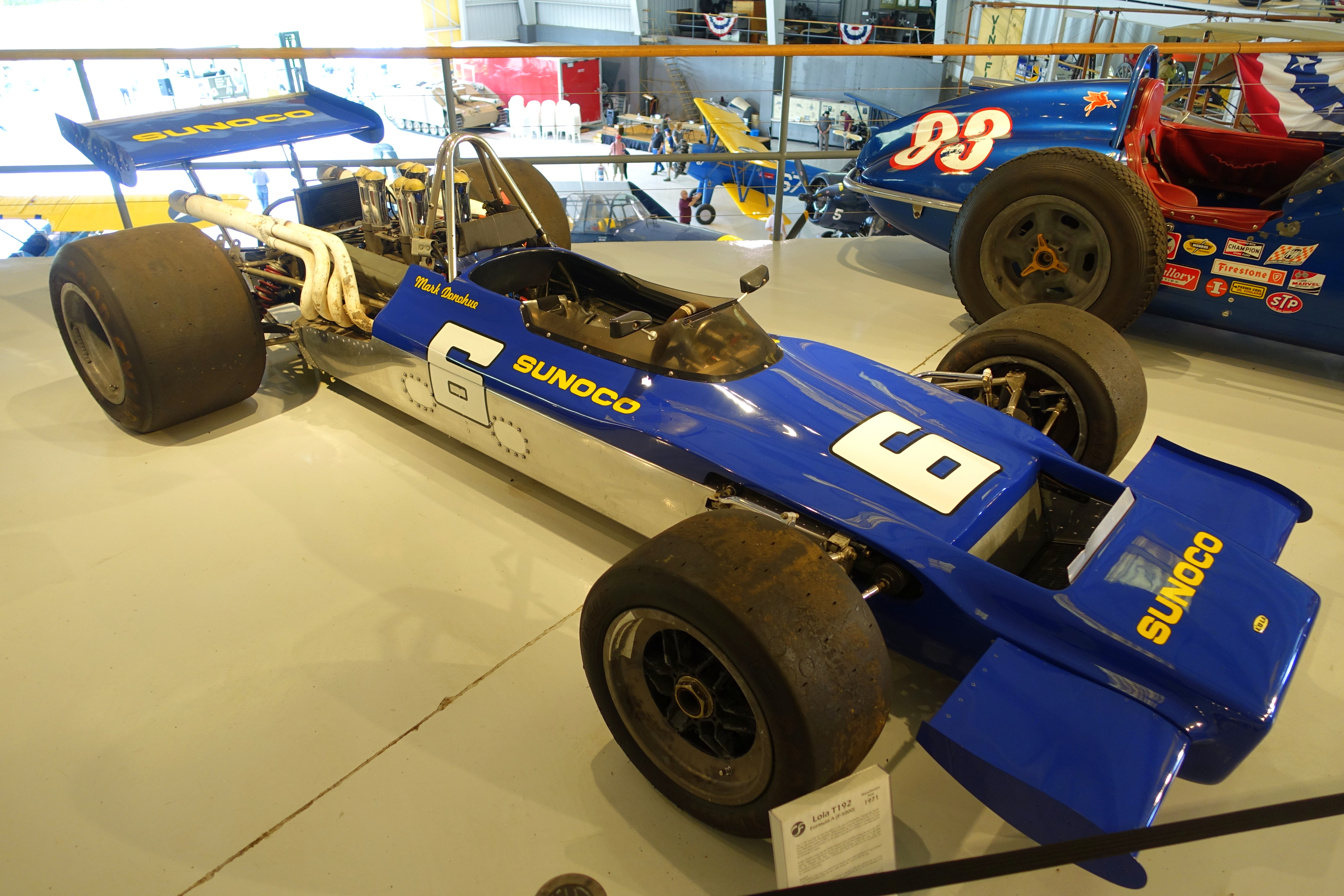
Lola T192 de 1971.

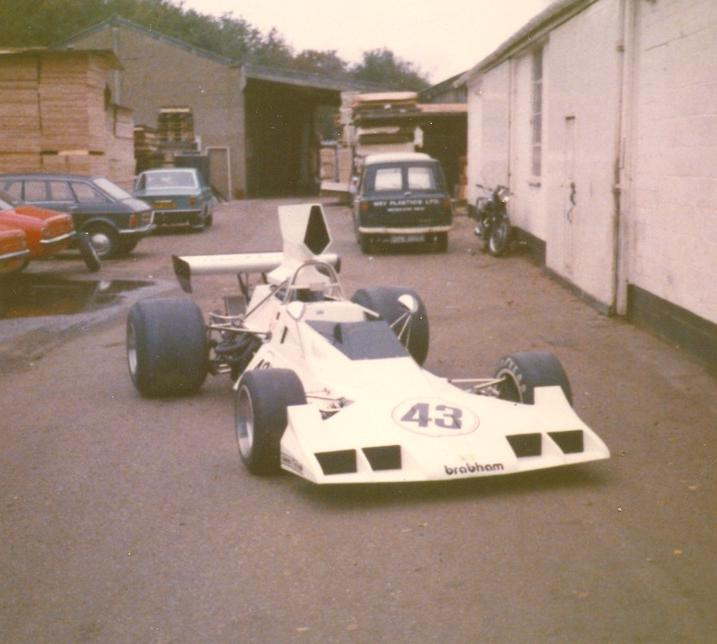
Brabham BT43 de 1973.

La Fórmula 5000 (o F5000) fue una competición de monoplazas que se corrió en diferentes campeonatos en varias partes del mundo desde 1968 hasta 1982. Originalmente estaba pensada como una serie de bajo costo dirigida a monoplazas que ya no encajan en ninguna fórmula en particular. La denominación '5000' proviene de la cilindrada máxima de 5.0 litros permitida en los coches, aunque muchos coches circulaban con motores más pequeños. Los fabricantes incluían McLaren, Eagle, March, Lola, Lotus, Elfin, Matich y Chevron.

## Alrededor del mundo

### Norteamérica

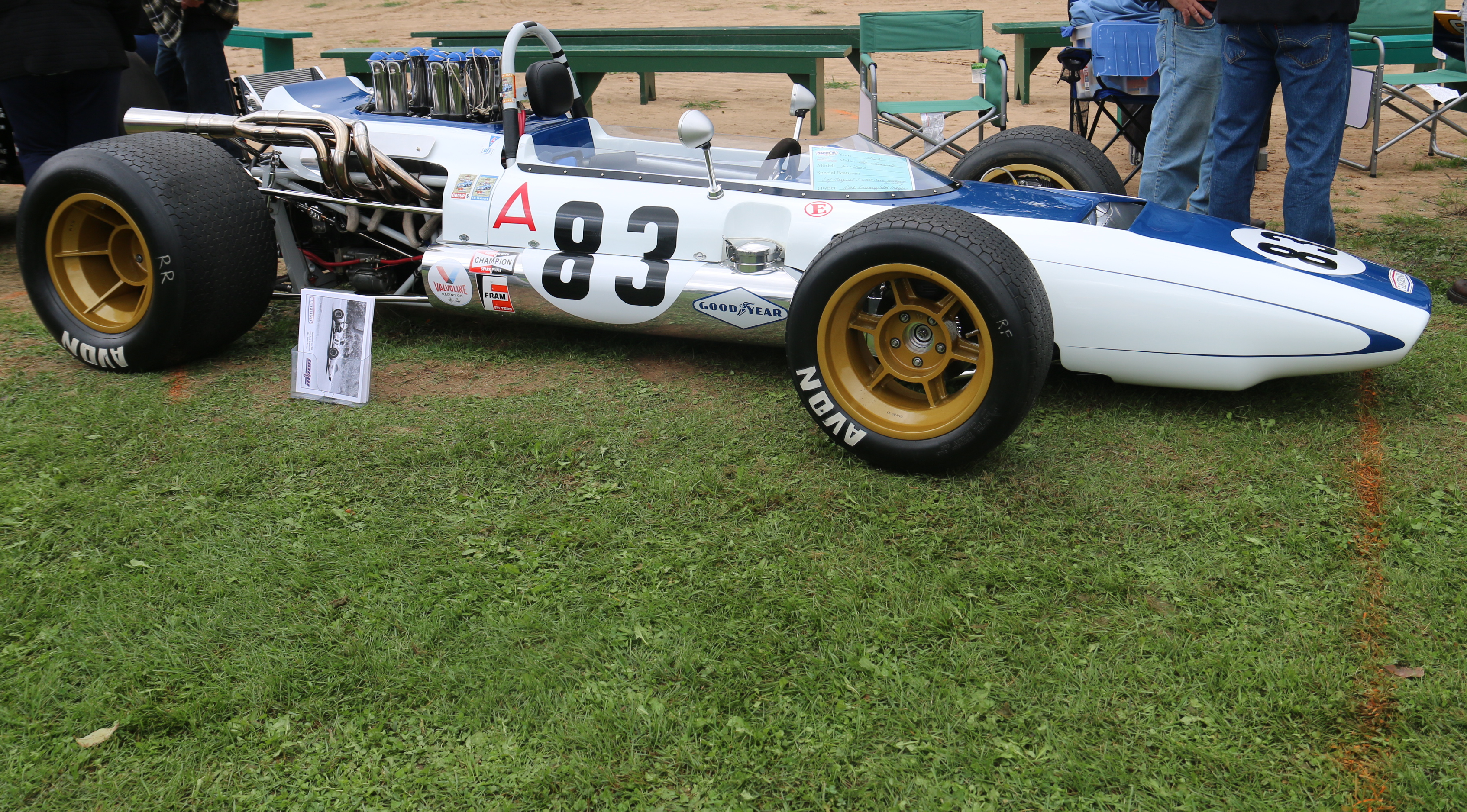
LeGrand F5000 de 1968.

La Fórmula 5000 se introdujo en 1968 como una clase dentro de las carreras de Fórmula A de la Sports Car Club of America (SCCA), una serie en la que se permitía competir a monoplazas de diferentes orígenes, pero que rápidamente pasó a estar dominada por los coches equipados con motores V8 estadounidenses de producción. Los motores utilizados eran generalmente motores Chevrolet de 5 litros con inyección de combustible y aproximadamente 500 caballos (506,9 CV) a 8000 rpm, aunque también se utilizaron otras marcas. El concepto se inspiró en el éxito de la serie Can-Am, que presentaba deportivos de reglamento ilimitado equipados con motores muy potentes derivados de los V8 estadounidenses. La idea era replicar el concepto utilizando monoplazas de ruedas descubiertas. La F5000 disfrutó de popularidad a principios de la década de 1970 en los EEUU y contó con pilotos como Mario Andretti, Al Unser, Bobby Unser, James Hunt, Jody Scheckter, Brian Redman, David Hobbs, Ian Ashley y Eppie Wietzes.
Los costos crecientes y el dominio de Lola hicieron que la fórmula perdiera rápidamente su atractivo después de 1975. Con en el resucitado campeonato Can-Am, a partir de 1977 muchos esfuerzos pasaron a este campeonato.

### Europa
En el Reino Unido, la llegada del motor Cosworth DFV significó que muchos equipos ahora podían permitirse el lujo de construir su propio chasis alrededor de un buen paquete de motor/transmisión, por lo que Cooper, Lotus y Brabham detuvieron la producción de Fórmula 1 para clientes. Desafortunadamente, los equipos y pilotos privados más pequeños que participaron en eventos de F1 fuera del campeonato británico se quedaron atrás, y el RAC adoptó rápidamente las regulaciones estadounidenses de la F5000.
El Campeonato Europeo de Fórmula 5000 nació en 1969 y sobrevivió hasta 1975.
A diferencia de la serie estadounidense, el campeonato europeo no atrajo a muchas estrellas de la Fórmula 1 y los autos deportivos, y estuvo dominado por pilotos que generalmente se veían en la Fórmula 2 o en la parte trasera de las parrillas del Campeonato Mundial de F1. Peter Gethin logró lanzar su carrera en la F1 gracias a sus títulos de campeonato de F5000. Si bien tuvo su sede en el Reino Unido, la serie logró extenderse por Europa, con carreras celebradas en muchos circuitos internacionales, incluidos Monza, Hockenheim y Zandvoort, y atrajo a un número significativo de pilotos continentales.
La debilidad de la libra (resultado de la crisis energética) y el creciente costo de importar motores Chevrolet V8 causaron cierta preocupación y se revisaron las regulaciones de motores para el F5000 europeo para permitir motores distintos a los V8 de varilla de empuje de 5.0 litros: el DOHC Cosworth GA V6 (basado en A una unidad utilizada en el Grupo 2 Capris se le permitió competir con una capacidad de 3500 cc. Los autos March 75A y Chevron B30 tuvieron éxito con el V6, siendo el March en particular poco más que un auto 751 de Fórmula Uno con modificaciones menores para el nuevo motor.
Sin embargo, el mismo problema que le ocurrió a la F5000 estadounidense ocurrió en Europa, y en 1976 el Campeonato Europeo F5000 evolucionó hasta convertirse en el Campeonato Shellsport Grupo 8. Esta era una serie británica para monoplazas de Fórmula 1, Fórmula 2, Fórmula 5000 y Fórmula Atlantic, que formó la base de lo que se convertiría en el Campeonato Aurora F1 en 1978. El Campeonato de F1 estaba abierto únicamente a los coches de Fórmula 1 y Fórmula 2, y los coches de Fórmula 5000 ya no eran elegibles.
Los coches F5000 más antiguos siguieron utilizándose en el Campeonato Británico de Sprint y fueron comunes en las carreras de Fórmula Libre y subidas de montaña hasta 1984.

### Australia y Nueva Zelanda
En Australia y Nueva Zelanda, la Fórmula Tasman, que define los coches elegibles para la Tasman Series anual, se amplió en 1970 para incluir coches de Fórmula 5000, así como los coches de 2.5 litros existentes. La Tasman Series se desarrolló durante la temporada baja de Fórmula 1 en el invierno europeo, y en la década de 1960 había atraído la atención de los nombres más importantes del Gran Premio, desde los locales Jack Brabham, Denny Hulme, Bruce McLaren y Chris Amon, hasta extranjeros como Graham Hill, Jim Clark, Jackie Stewart, Phil Hill, Piers Courage y Jochen Rindt.
Sin embargo, en la década de 1970 la Fórmula 1 se había vuelto más comercial y sus estrellas ya no participaban. La Tasman Series se había convertido en un campeonato local competitivo de Australia y Nueva Zelanda, dejando el campo dominado por la flor y nata de los pilotos locales como Frank Gardner, Vern Schuppan, Graeme McRae, Graeme Lawrence, Warwick Brown, Johnnie Walker, John McCormack, Alan Jones y John Goss compitiendo contra pilotos europeos y americanos como David Hobbs, Mike Hailwood, Richard Attwood y Peter Gethin. Las cuatro carreras de la Fórmula 5000 Tasman Australiana continuaron, separadas de las carreras de Nueva Zelanda, como la Rothmans International Series desde 1976 hasta 1979.
La Fórmula 5000 también fue el componente principal de la Fórmula 1 Australiana de 1971 a 1981 y esta fórmula fue la categoría principal que disputó el Campeonato Australiano de Pilotos durante esos años y el Gran Premio de Australia hasta 1980. Aunque todavía se llamaba Fórmula 1 Australiana hasta 1983, la F5000 fue reemplazada por la Fórmula Pacific y la Fórmula Mondial después de 1981.
Mientras que los coches europeos como los distintos Lolas, McLaren y Chevron eran populares, los coches de fabricación local de Matich (A50, A51, A52 y A53), Elfin (MR5, MR6, MR8 y MR9, el único F5000 con efecto suelo jamás construido) y McRae también tuvieron éxito. El motor más popular utilizado fue el Chevrolet V8 de 5.0 l, y el Repco-Holden de fabricación australiana, basado en el motor Holden V8 5.0, también popular y exitoso.
El Campeonato Australiano de Pilotos S5000 (2019-2023), se comercializó como una interpretación moderna de la Fórmula 5000, con un moderno chasis monoplaza construido en Europa equipado con un motor V8 de gran capacidad.

### Sudáfrica
El Campeonato Sudafricano de Fórmula 1 se abrió a los monoplazas de Fórmula 5000 en 1968, y estos compitieron contra coches de F1 y F2 hasta que la serie cambió al reglamento de Fórmula Atlantic a partir de 1976.

## Renacimiento como carreras históricas
Los F5000 han sido populares en campeonatos o competencias de coches históricos, como el HSCC's Derek Bell Trophy desde 2001.
Las carreras históricas de Fórmula 5000 son populares en Australia y Nueva Zelanda, con competencias como el campeonato F5000 Tasman Cup Revival Series celebrado desde 2003. Las primeras carreras históricas remontan a los años 90. En Nueva Zelanda, se celebró en 2009-2010, una serie de carreras de cinco rondas, la ronda final como carrera de apoyo del Gran Premio de Australia de 2010 en Melbourne. En enero de 2017, una carrera de campeones reunió a monoplazas de Fórmula 5000 y Fórmula 1 en el Bruce McLaren Motorsport Park. También se presentan anualmente en el Phillip Island Classic Festival of Historic Motorsport.
El Wine Country Classic anual, un evento histórico de carreras de automóviles celebrado en Infineon Raceway en Sonoma, California, rindió homenaje a la Fórmula 5000 en 2008. En 2014, la Rolex Monterey Reunion presentó autos de Fórmula 5000 como carrera destacada para concluir el fin de semana y la reunión de 2015 también incluyó autos de Fórmula 5000.